# 건일제약
건일제약(健一製藥)은 1955년 설립한 대한민국의 전문 의약품 제조업체이다.

## 연혁
- 1969년: 부산시 중구 신창동 3가 20번지 건일약품 창립, 김용옥 대표이사 취임
- 1979년: 머크사와 기술제휴
- 1985년: 미국 Merrell Dow사와 기술제휴
- 1986년: 미국 Parke-Davis사와 기술제휴, 미국 Wyeth-Ayerst International Inc.사와 기술제휴(관절염 치료제 로딘 발매)
- 1990년: KGMP 적격업체 지정 (충남 천안시 직산읍)
- 1991년: Schering-Plough USA와 기술제휴
- 1992년: 건일 중앙연구소 인가 (충남 천안시 직산읍)
- 1993년: 슬로베니아 Lek d.d. ljubljana사와 기술제휴 (내성균에 유효한 광범위 항생제 아모크라 발매)
- 1994년: 스위스 Solco Basel AG사와 기술제휴 (갱년기 장애 치료제 솔코스프렌 발매)
- 1997년: 건일약품에서 건일제약으로 상호변경 건일 중앙연구소 증축
- 1998년: 프랑스 BIOCODEX사와 기술제휴(새로운 차원의 효모균 정장제 비오플 발매, (그 당시에 화장품회사인 한국화장품이 1988년에 발매을 하였다.)
- 2001년: Tedec Meiji, Spain 기술제휴, 서울특별시 마포구 공덕동에 지점 설치.
- 2002년: 미국 Bausch&Lomb사와 기술제휴 (오큐바이트를 비롯한 안과제품) 관계사인 페니실린 생산 전문 기업 (주)Penmix 설립
- 2003년: 미국 King Pharmaceuticals사와 기술제휴 KGMP(우수의약품제조 및 품질관리기준) 적격업체 인증
- 2004년: 스위스 Novatis(Gerber)사와 기술제휴 스페인 Vita, Vinas사와 기술제휴 프랑스 SMB, Ipr@d사와 기술제휴 일본 Senju(Bronuck®)사와 기술제휴 노르웨이 Pronova(Omarcor®)사와 기술제휴
- 2005년: 미국 Biopro(Guilford) 기술제휴 캐나다 YM BioSciences 기술제휴 그리스 Regulon 기술제휴 미국 Cubist 기술제휴 미국 비라겐社와 멀티페론®의 한국 라이센스 계약 체결
- 2006년: 바이오신텍社와 독점 계약 체결
- 2008년: 대만 TTY Biotech 기술제휴 인도 EMCURE 기술제휴
- 2009년: 자회사 STH Pharm 설립 대만 TTY 투자 유치 오송팜 설립
- 2010년: 본사(지점) 사옥 정동 이전
- 2011년: R&D본부 정동 본사 통합 이전
- 2014년: 이스라엘 Neurim社 독점 계약체결

## 본사/연구소, 공장 현황
- 본사/연구소: 서울특별시 중구 정동길 14 (정동, 오송빌딩)
- 천안공장: 충청남도 천안시 서북구 직산읍 거리막길 33